# Гебхард V фон Мансфелд
Гебхард V фон Мансфелд (на немски: Gebhard V von Mansfeld; * ок. 1391; † 25 юли 1433 или 25 юли 1438) е граф на Мансфелд.
Той е син на граф Гюнтер I (II) фон Мансфелд († 1412) и съпругата му графиня Елизабет фон Хонщайн-Клетенберг († сл. 1412), дъщеря на граф Хайнрих VII/VIII 'Стари' фон Хонщайн-Клетенберг-Лоха-Лаутерберг († 1408/1409) и принцеса Анна фон Брауншвайг († 1409). Внук е на граф Гебхард IV фон Мансфелд-Кверфурт († 1382) и първата му съпруга Мехтилд фон Шварцбург-Бланкенбург († 1373), дъщеря на римско-немския крал Гюнтер XXI фон Шварцбург-Бланкенбург († 1349) и Елизабет фон Хонщайн († 1380).
Сестра му Елизабет фон Мансфелд († 1413/1417) е омъжена пр. 1398 г. за княз Албрехт IV фон Анхалт-Кьотен († 1422).

## Фамилия
Гебхард V фон Мансфелд се жени ок. 1428 г. за графиня Урсула фон Шварцбург-Вахсенбург († 1461), дъщеря на граф	Гюнтер XXXII фон Шварцбург-Вахсенбург († 1450) и Мехтхилд фон Хенеберг-Шлойзинген († 1435/1444). Те имат децата:
- Гебхард VI фон Мансфелд († 14 септември 1492), граф на Мансфелд, женен преди 7 май 1457 г. за графиня Аделхайд фон Олденбург († сл. 21 декември 1492)
- Елизабет фон Мансфелд († 1474), омъжена между 1441 и 1444 г. за граф Бернхард V фон Регенщайн-Бланкенбург († ок. 12 май 1458)

Вдовицата му Урсула фон Шварцбург се омъжва втори път през 1442 г. за граф Лудвиг I фон Глайхен-Бланкенхайн († 25 април 1467).